# Lathrolestes karenae
Lathrolestes karenae là một loài tò vò trong họ Ichneumonidae.